# Петров Олег Борисович
Олег Борисович Петро́в (18 листопада 1914, Харків — 2 липня 1994, Дніпро) — український радянський архітектор, професор з 1981 року.

## Біографія
Народився 18 листопада 1914 року в Харкові. Росіянин. 1924 року його родина переїхала до Катеринослава. 1937 року з відзнакою закінчив Дніпропетровський інженерно-будівельний інститут (його викладачами були архітектори Г. Л. Швецько-Вінецький і Б. С. Кащенко). Після навчання проєктував житлові та промислові споруди в Дніпропетровську та Кривому Розі. 3 липня 1941 року призваний до лав Червоної армії. Брав участь у Другій світовій війні. Служив сапером.
1946 року повернувся до Дніпропетровська, зайнявся відбудовою міста. З 1953 року викладав у Дніпропетровському інженерно-будівельному інституті. З 1967 по 1979 рік асистент, доцент, завідувач кафедрою архітектурного проєктування, професор з 1981 року. У 1970 році заснував архітектурний факультет.
Помер 2 липня 1994 року. Похований на першій ділянці алеї почесних поховань Сурсько-Литовського кладовища.

## Споруди
Однією з перших його повоєнних робіт була архітектурна частина проєкту відновлення Мерефо-Херсонського залізничного мосту (1946; реалізовано у 1951 році).
На початку 1950-х років створив ансамбль площі наприкінці вулиці Робочої перед Південним машинобудівним заводом. Площу облямовують два житлових п'ятиповерхових будинки, увінчаних характерними баштами. Архітектурного завершення ансамбль площі набув у 1958 році, коли за проєктом архітектора, виконаним у 1952—1953 роках, в її центрі була збудована адміністративна будівля машинобудівного заводу. Чотириповерховий корпус став домінантою забудови вулиці Робочої. Це була остання значна споруда в стилі «сталінський ампір» у Дніпропетровську.
У 1951—1954 роки спроєктував центральну площу Леніна в Дніпродзержинську.
У 1956—1963 роках став співавтором головної площі Дніпропетровська — площі Леніна. Площу створювали заново на місці зруйнованих під час війни декількох кварталів проспекту Карла Маркса. Архітектор спроєктував дві бічні будівлі площі, де розмістилися згодом проєктні інститути. П'яти-семиповерхові споруди вдало вписалися в ансамбль. За проєктом наріжні частини корпусів мали бути на два поверхи вище і мати набагато більш виразне декоративне завершення. Але наприкінці 1950-х років на державному рівні було оголошено боротьбу із стилем «сталінський ампір». Через це дві будівлі залишилися недобудованими. Центральна будівля площі (Придніпровський раднаргосп, згодом — Міністерство чорної металургії Української РСР) різко контрастує з бічними будівлями. Будинок Міністерства проєктували інші архітектори, і в результаті боротьби з «архітектурними надмірностями» помпезний обрис головної будівлі, на відміну від будівель Петрова, було гранично спрощено.
Один із головних архітектурних об'єктів архітектора — житловий будинок на 123 квартири по проспекту Карла Маркса, 55 (проєкт 1953 року, реалізовано у 1954—1955 роках). Будинок займає цілий квартал між вулицями Артема і Карла Лібкнехта. Цю будівлю зводили для робітників і дирекції заводу Карла Лібкнехта, що суттєво відбилося в архітектурному оформленні. Над першим поверхом підносяться чотири статуї робітника-металурга з кайлом і жінки з «рогом достатку», яка тримає дитя (по дві відповідно). П'ятиповерхова будівля довжиною 140 метрів з різко підвищеною центральною частиною нагадує своєю архітектурою палац. За радянських часів тут розташовувалися два центральні магазини міста — Будинок науково-технічної книги та Центральний гастроном, а сам будинок вважався одним з найфешенебельніших житлових комплексів.
У 1954 році виконав проєкт меморіального комплексу в Севастопольському парку, утвореному на місці колишнього Севастопольського кладовища (споруджений у 1955—1956 роках). Монумент присвячений пам'яті похованих захисників Севастополя часів Кримської війни 1854—1855 років. Центральним елементом комплексу став курган зі спорудженим на ньому монументом у формі піраміди.
Протягом 1950-х років за проєктами архітектора також збудовано:
- житловий будинок на вулиці Центральній, 2;
- приміщення будівельного технікуму по вулиці Гоголя, 29 (нині тут розташовується Дніпропетровський регіональний інститут державного управління Національної академії державного управління при Президентові України).

У 1960—1970-х роках створив комплекс проєктів для своєї Дніпропетровського інженерно-будівельного інституту. За ними побудовані:
- головний шестиповерховий «скляний корпус» по вулиці Чернишевського, 24-А (1970);
- тринадцятиповерховий навчальний корпус (1974—1975);
- спортивний корпус із басейном і комплекс гуртожитків по вулиці Клари Цеткін, 13-А–13-Г (1976—1980).

У 1978 році за проєктом архітектора побудований літній театр «Будівельник» на 1100 місць у парку Чкалова (нині — Глоби). Він замінив собою театр менших розмірів на маленькому острові, який існував ще з 1952 року. 
Однією з останніх робіт архітектора став проєкт меморіалу біля села Військового Солонянського району на честь воїнів-героїв, учасників форсування Дніпра у 1943 році (побудований у 1985 році).

## Відзнаки
- Заслужений архітектор УРСР з 1981 року;
- Нагороджений орденами Вітчизняної війни 1-го (6 червня 1945) і 2-го (19 квітня 1944) ступеня, Червоної Зірки (4 лютого 1945), медалями «За бойові заслуги» (18 серпня 1943; 28 жовтня 1943), «За оборону Кавказу» (1 травня 1944)[1].
- 2022 року вулицю Чернишевського у Соборному районі Дніпра було перейменовано на вулицю архітектора Олега Петрова.